# Чинья, Джина
Луи́джа Дженове́ффа Чи́нья, при рождении Луиза Женевьева Чинья, известна как Джи́на Чи́нья (итал. Gina Cigna; фр. Louise Geneviève Cigna; 6 марта 1900, Анже — 26 июня 2001, Милан, Северная Италия) — французско-итальянская оперная певица, обладавшая драматическим сопрано.

## Биография
Родилась в семье итальянского происхождения, в Анже, в северо-западном департаменте Мен и Луара, Париж, Франция. Музыкальное образование получила в Парижской консерватории по классу фортепиано, окончив класс Альфреда Корто с золотой медалью. 
После пробовала себя в качестве концертирующей пианистки и тогда же познакомилась с Морисом Сансом. В 1923 году французский тенор стал её мужем. Благодаря ему Джина стала самостоятельно обучаться вокальному искусству. Помимо самообразования она брала частные уроки у Эммы Кальве, Хариклеи Даркле и Розины Сторкио.
Дебют Чиньи состоялся в 1927 году в миланском театре Ла Скала под именем Женевьевы Санс в партии Фрейи в опере Вагнера «Золото Рейна». 
Затем пела второстепенные партии в операх М. Мусоргского «Борис Годунов» и П. Дюка «Ариана и Синяя Борода» под руководством Артуро Тосканини.
Её первые выступления не принесли ей известность и успех, зато роль донны Эльвиры в «Дон Жуане», исполненная через два года после дебюта, принесла ей грандиозный успех. Через несколько недель она появилась в роли Елизаветы в опере «Тангейзер».
Как отмечали современники, голос француженки напоминал голос аргентинки Хуаниты Капеллы Торрес. В верхнем регистре голос звучал широко, а в нижнем не настолько ярко, при этом сохранял масштабность по всему диапазону. Яркие внешние данные помогли ей царить на итальянских и южноамериканских оперных сценах с 1934 по 1939 год, затмив Бьянку Скаччати.
Совместно с Марией Канильей была одной из ведущих итальянских драматических сопрано, постоянно выступая в «Ла Скала» до 1945 года в таких операх, как «Трубадур», «Бал-маскарад», «Сила судьбы», «Аида», «Андре Шенье» и «Тоска». Она принимала участие в возрождении произведений из классического репертуара, таких как «Альцеста», а также бельканто «Моисей в Египте» и «Чужестранка» Винченцо Беллини.
Она записала Норму в 1937 году и Турандот, где её партнёром был Франческо Мерли и Магда Оливеро исполняла партию Лиу, в 1938 году, обе для Cetra Records. Она пела в Парижской опере, Королевском оперном театре Ковент-Гарден в Лондоне, Лирической опере Чикаго, Опере Сан-Франциско и Метрополитен-опере Нью-Йорка, где она дебютировала 6 февраля 1937 года в партии Аиды. В тридцатые и сороковые годы Джина Чинья в театрах «Ла Скала», «Метрополитен-опере», «Ковент-Гарден» была главным действующим лицом вечеров со своим участием.
В 1948 году Чинья вынуждена была закончить певческую карьеру из-за серьёзной аварии и сердечного приступа, поэтому она стала преподавать.
В 1996 году в возрасте 96 лет она появилась в фильме Яна Шмидта-Гарре «Оперный фанатик».
В 2001 году 26 июня в возрасте 101 года Джина Чинья скончалась в своём доме, расположенном на площади Ларго-Кинто-Альпиниd (итал. Largo Quinto Alpini или итал. Largo V Alpini) в Милане, Северная Италия. Похоронена на миланском кладбище «Маджоре» и позже перезахоронена в «Храме славы» на монументальном кладбище.

## Репертуар
- Джузеппе Верди
  - Аида (Аида)
  - Трубадур (Леонора)
  - Сила судьбы (Леонора)
  - Бал-маскарад (Амелия)
  - Эрнани (Эльвира)
  - Дон Карлос (Елизавета)
  - Набукко (Абигайль)
  - Травиата (Виолетта)
  - Фальстаф (Миссис Алиса Форд)
- Джакомо Пуччини
  - То́ска (То́ска)
  - Турандот (Турандот)
- Амилькаре Понкьелли
  - Джоконда (Джоконда)
- Умберто Джордано
  - Андре Шенье (Мадлен)
- Рихард Вагнер
  - Золото Рейна (Фрейя)
  - Тангейзер (Елизавета)
- Винченцо Беллини
  - Норма (Норма)
  - Чужестранка (Алаида)
- Франческо Чилеа
  - Адриана Лекуврёр (Адриана)
- Джоаккино Россини
  - Моисей в Египте (Зинаида)
- Вольфганг Амадей Моцарт
  - Дон Жуан (Донна Эльвира)
- Риккардо Дзандонаи
  - Франческа да Римини[англ.] (Франческа)
- Альфредо Каталани
  - Валли (Валли)
- Рихард Штраус
  - Дафна[англ.] (Дафна)
- Гектор Берлиоз
  - Осуждение Фауста (Маргарита)
- Леош Яначек
  - Енуфа (Сторожиха костёла)
- Шарль Франсуа Гуно
  - Фауст (Маргарита)
- Кристоф Глюк
  - Альцеста (Альцеста)
- Отторино Респиги
  - Пламя[англ.] (Сильвана)
- Антониу Карлус Гомес
  - Раб[англ.] (Илара)
  - Мария Тюдор[англ.] (Мария)
- Пьетро Масканьи
  - Сельская честь (Сантуцца)
  - Ирис (Ирис)
  - Изабо[итал.] (Изабо, дочь короля Раймонда)

## Дискография
- 1934: Джоконда (избранное; живое выступление), Кремона — Джина Чинья (Джоконда), Беньямино Джильи (Энцо), Марио Базиола[итал.] (Барнаба), Джанна Педерцини[итал.] (Лаура), Танкреди Пазеро (Альвизе), Елена Николаи (Слепая) — дирижёр Туллио Серафин; лейбл Timaclub.
- 1937: Беллини — Норма: Турин (оркестр и хор из EIAR[итал.]) — Джина Чинья (Норма), Эбе Стиньяни[итал.] (Адальжиза), Джованни Бревиарио[итал.] (Поллионе), Танкреди Пазеро (Оровезо) — дирижёр Витторио Гуи, хормейстер Ахилл Консоли[итал.]; лейбл Cetra Records[англ.].
- 1937: Норма, живое выступление, Метрополитен-опера; дирижёр Этторе Паницца; Джина Чинья (Норма), Бруна Кастанья[итал.] (Адальжиза), Джованни Мартинелли (Поллион), Эцио Пинца (Оровезо) — лейбл G.O.P.
- 1937: Аида, живое выступление, Метрополитен-опера; дирижёр Этторе Паницца; Джина Чинья (Аида), Джованни Мартинелли (Радамес), Бруна Кастанья (Амнерис), Карло Морелли[итал.] (Амона́сро), Эцио Пинца (Рамфис) — лейбл Melodram/Myto.
- 1937: Аида (избранное; живое выступление), Берлинская опера[уточнить]; дирижёр Виктор Де Сабата; Джина Чинья (Аида), Беньямино Джильи (Радамес), Эбе Стиньяни (Амнерис), Этторе Нава (Амонасро), Танкреди Пазеро (Рамфис) — лейбл G.O.P.
- 1938 (4—15 сентября): Пуччини — Турандот: Театр Нуово-Турин (Туринский театр[итал.]) — Джина Чинья (Турандот), Франческо Мерли[итал.] (Калаф), Магда Оливеро, Лучано Нерони (Тимур), Афро Поли[итал.] (Пинг), Джино дель Синьоре[итал.] (Панг), Аделио Загонара (Понг), Армандо Джаннотти (Альтоум), Джузеппе Бравура (Мандарин) — дирижёр Франко Гионе[итал.], хормейстер Ахилл Консоли[итал.].
- 1939: Трубадур, Королевский оперный театр Ковент-Гарден, живое выступление в Лондоне — Юсси Бьёрлинг (Манрико), Джина Чинья (Леонора), Марио Базиола[итал.] (Граф ди Луна), Гертруда Веттергрен (Азучена), Коррадо Замбелли[итал.] (Феррандо) — дирижёр Витторио Гуи; лейбл G.O.P.

## Курьёзы
Когда Джина впервые исполнила оперу «Ирис» Пьетро Масканьи под его же руководством, тот оказался чрезмерно требовательным к ней. Раздражённая этим Чинья, исполнявшая сопрано, сказала ему: «Дорогой маэстро, если тебе это не нравится, выходи на сцену и сам пой свою оперу».